# ぶどう÷グレープ
ぶどう÷グレープ(BUDO÷GRAPE)は、日本のロック・バンド。結成は2001年。前身バンドのバケラッタにくみんこ÷グレープが加入し、ぶどう÷グレープと改名。名古屋のライヴハウスを中心に活動し、2005年アルバム「恋人はこうしてつくる」でTOKYO MOR（VIVID SOUND）よりデビューした。テクノ・ニューウェイヴ系のひねくれポップなサウンドを信条とし、パール兄弟のサエキけんぞうとも親交がある。2008年にはアメリカツアー、2012年、2013年、2016年にはイギリスツアーを行った。なおバンド名の「÷」は発音しない。

## メンバー
くみんこ÷グレープ （本名：近藤 久美子、1982年3月8日 - ）
- ヴォーカル担当。モデルとしても活躍するなど、多彩な才能の持ち主。

ながい÷グレープ （本名：永井 秀彦、1962年8月15日 - ）
- ヴォーカル&ギター担当。殆どの楽曲を作詞作曲するぶどう÷グレープのリーダー。

マツイ÷グレープ （本名：松井 保浩、1968年12月10日 - ）
- ベース担当。伝説のモッズ・バンド、the ticsに在籍していた。

７４÷グレープ （本名：河隅 奈穂、1975年10月16日 - ）
- シンセサイザー担当。ミドリ÷グレープの後任として正式加入。うさぎに非常に反応し、クッキーとこしあんとビールが好物。ナホ÷グレープと読む。

タイチ÷グレープ （本名：村上太一、1970年2月5日 - ）
- ドラムス担当。一時バンドを離れて音楽放浪の旅に出ていた。

## 来歴

### デビュー前
- 1981年、永井秀彦を中心に、久保田亨(plastic soul amanda)、中村達也（LOSALIOS　ex.ブランキー・ジェット・シティー）の3人でザ・ショッカーズ結成。東京ロッカーズのS-KENプロデュースによる音源（未発表）を制作したり、ルースターズやアンジー、ローザ・ルクセンブルグとの共演も果たす。幾度かのメンバーチェンジ後、ザ・ショッカーズは、1枚のアルバムと1枚のオムニバス盤を発表。1987年には永井がFMのパーソナリティーとしてもレギュラー番組を持つ。
- 1992年、新しいコンセプトのユニットをつくるため、ザ・ショッカーズ活動停止。その後メンバーでもあった藤原亮英とアコースティック・デュオ「ヒデ＆ビリー」結成。
- 1995年にリズム隊が加わる形でバケラッタ結成。2枚のアルバムと1枚のマキシシングルを発表。
- 1995年、サエキけんぞうプロデュースによるオムニバス盤"DRIVE from 2000"に参加。
- 2001年、ヴォーカルに近藤久美子が参加し、ぶどう÷グレープへと発展｡

### デビュー後
2005年
- TOKYO MOR（VIVID SOUND）より、1stアルバム「恋人はこうしてつくる」でデビュー。

2006年
- 2ndアルバム「そこから☆でてきなさい」発表。

2007年
- 3rdアルバム「おとなたち×こどもたち」発表。
- パール兄弟との東名阪ツアー。
- タウンワークの番組「マイワーク」のCMソング「タカラノシマへ!」（作詞：サエキけんぞう）を手掛ける。

2008年
- TOKYO MOR、レーベルとして独立。共に4thアルバム「愛もれ」を発表。
- サエキけんぞうプロデュース、フランスのポップ・スターであるクロード・フランソワのトリビュート盤「CLO CLO MADE IN JAPAN」に参加。日仏同時発売される。
- 初のアメリカツアーを敢行。テキサス州ダラスで開催されたサブカルチャー紹介イベント「A-KON 19」に参加する。その後ニューヨークの老舗ライヴハウスKNITTING FACTORYなどでライヴを行ない、現地スタッフより「B-52'sの再来」と評される。
- 新曲5曲を含むミニアルバム｢FIVE HITS & DUST｣および、アメリカ人スタッフ選曲によるアメリカでのベスト盤｢JUICE!｣を12月17日に同時発売。

2009年
- 日仏学院に於ける「パリ祭」に参加。
- 新宿ロフトで行われたイベント「DRIVE TO 2010」に参加。
- 11月11日、5thアルバム「秘密ギャラリー」発表。「秘密ギャラリー」からは「Goodbye 17」が東京MXテレビ系列番組「ドリーマー」のエンディング・テーマに起用された。

2010年
- NHKのTV番組に於けるスタジオ・ライブ、名古屋最大の国際イベント「ウォーカーソン」、電子音響音楽のイベント「EAM2010」に参加等ライブ活動を勢力的に行う。
- FM PiPi(エフエムたじみ)の番組「ミックスフレーバー」内に「ぶどう÷グレープの秘密ギャラリー」のコーナーを持つ。

2011年
- 「ハルメンズ祭り ～21世紀さん sings ハルメンズ feat.野宮真貴～」にサエキけんぞう、野宮真貴、Boogie the マッハモータース等と参加。
- 9月11日、名古屋 大須 ell.SIZEにて行われたワンマン・ライブにて、ミドリ÷グレープ卒業。後任として７４÷グレープ正式加入。
- 新生ぶどう÷グレープとして、「ニューウェイヴほぼ30周年祭 オープニング名京ツアー！」に参加。

2012年
- アメリカを拠点に活動を続けるエレクトロニカポップの貴公子Sean NernyによるI Hate This Placeの来日公演「I Hate This Place Premium Live 2012」(名古屋、神戸)に参加。
- ７４÷グレープを迎えた新生ぶどう÷グレープとしてのアルバム「彼の名前を思いだせない」発表。
- 8月26日、名古屋ell.SIZEに於いて、永井秀彦(ながい÷グレープ)50歳記念ライブ開催。ぶどう÷グレープのみならず、永井の在籍していたザ・ショッカーズ(Hide,Kenji,Billy,Jun)やヒデ&ビリーも出演した。
- 10月にはイギリスツアーも敢行。Brighton、London、Manchesterの3公演を盛況のうちに終える。

2013年
- 1月には(M)otocompo(オトコンポ)、2月にはつボイノリオ、サエキけんぞうと共演。その他、HIKOS!、柴山一幸等と共演。
- 11月、2度目のイギリスツアー(計4公演)の成功。
- 11月には、リーダーである、ながい÷グレープ(永井秀彦)が音楽人生を綴ったエッセイ集、永井秀彦著「経済に負けないロックバンド人生 ー反省時間は終わりにしようー」を発表。

2014年
- 6月、2年ぶり、7thアルバム「アムステルダム」発表。
- 10月、2013年に続き、円頓寺秋のパリ祭に参加。
- 11月には、2015年のCDデビュー10周年記念企画第1弾として、デビュー前の未発表音源「アイル」を無料配布。

2015年
- 1月、「あがた森魚弾き語りライヴツアー名古屋スペシャル」にゲストとして参加。あがた森魚のバックバンドも努める。
- 3月、CDデビュー10周年記念企画第2弾「ぶどう÷グレープ 2 NEW SINGLES!!!」として配信限定で、「４３２１火をつけろ」、「残酷なやさしさ」発表。以降シリーズとして全10曲発表する。
- 5月、配信限定シングル第2弾「今日の彼、明日の私」、「博士に相談」発表。
- 7月、「CBCラジオ 夏まつり」に参加。つボイノリオと共演。
- 8月、配信限定シングル第3弾「運命のバス」、「暗号」発表。
- 10月、名古屋 今池 Tokuzoにてジューシィ・フルーツ、サエキけんぞうと共演。同月、Kero Kero Bonitoの来日公演(名古屋)にも参加。
- 11月、配信限定シングル第4弾「階段ごっこ」、「マインド ミュージアム」発表。

2016年
- 3月、配信限定シングル第5弾「時間差両思い」、「GO! GO! TAICHI」発表。
- 6月、東京 渋谷 Last Waltzにて行われた「TOKYO MOR 6th stage」においてジューシィ・フルーツと再度共演。
- 10月、「ハルメンズXの伝説ツアー」(京都、名古屋公演)に参加。
- ぶどう÷グレープからの派生ユニット、パールドラゴン(永井秀彦+松井保浩+村上太一)での活動も活発になる。
- 11月、3度目のイギリスツアー(計4公演)の成功。
- 12月、配信限定シングルを集めたものに新曲を加えた8thアルバム「おやつの隠し場所」発表。

2017年
- 6月、「TOKYO MOR 7th stage」にて、UD-ZERO SHINOBU NARITA(アーバン･ダンス成田忍ソロ)、A.C.E.(Takashi Tajima + Asato Yasui)と共演。
- 8月、永井秀彦(ながい÷グレープ)55歳記念ライブ「ついに55才 GO! GO! ショッカーズ」(出演：ザ・ショッカーズ/ぶどう÷グレープ)開催。同時にザ・ショッカーズとしてレコーディングされた新曲、旧曲に加え、当時のスタジオ音源やライブ音源を収めた、ザ・ショッカーズ「夢の夢の夢」(TOKYO MOR)を発表。
- 10月、 海外から名古屋を訪れるひとのためのポータルサイト「NAGMAG」 のイベント「The Nagoya BUZZ with Budo Grape」、半田赤レンガ建物にて行われた「カブトビールナイト」 、「ヒョンな道行き二人のパール兄弟ツアー名古屋編」 に参加。